# Шмид, Маттиас
Маттиас Шмид ( нем. Matthias Schmid 14 ноября 1835, Зе — 22 января 1923, Мюнхен) — немецкий и австрийский живописец.

## Биография
Родился в Тироле. В восемнадцать лет (в 1853 году) поступил в ученики к одному мюнхенскому позолотчику, у которого пробыл три года, а потом стал посещать тамошнюю академию художеств, где под руководством Иоганна Шраудольфа занимался религиозно-исторической живописью. 

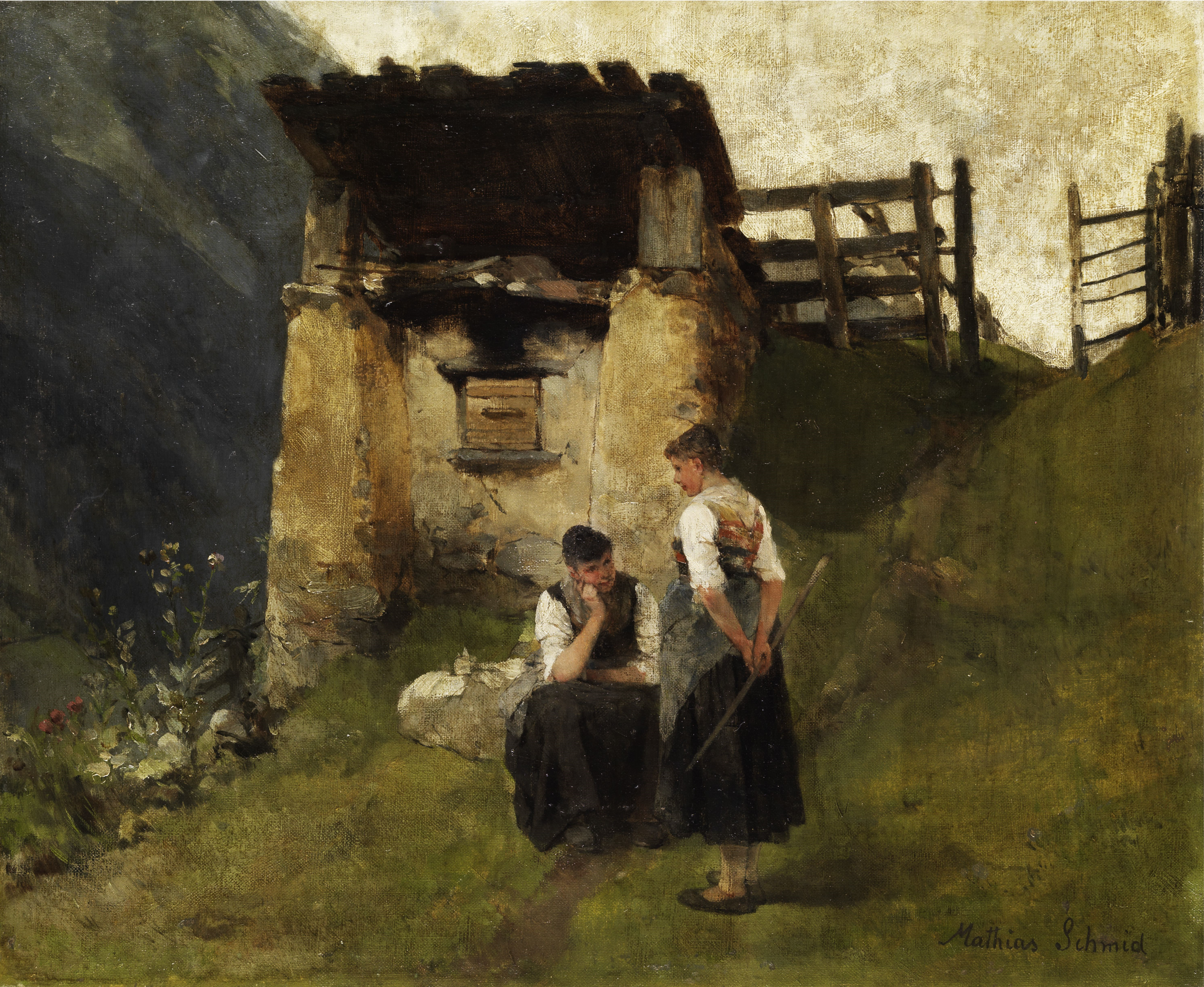
Маттиас Шмид Фермерские девушки в Альпах около общей печи холст, масло, 56 х 46 см

Проработав после того несколько лет в Инсбруке, он в 1869 году возвратился в Мюнхен и, добывая средства к жизни рисунками для разных иллюстрированных журналов, поступил в мастерскую Карла Теодора фон Пилоти. В ней определилось настоящее его призвание: от исторической живописи он перешёл к жанру и, по примеру Дефреггера, пустился изображать сцены из тирольской простонародной жизни, приукрашивая их политической тенденциозностью и в особенности сатирой на католическое духовенство.
Картины, исполненные им в этом роде, очень понравились публике и доставили ему громкую известность. Главные в их ряду — «Торговец резаными из дерева фигурами святых», «Нищенствующие монахи», «Судья нравов» (молодой патер делает строгий выговор любящейся парочке), «Брачный экзамен» (патер задаёт молодой невесте вопросы, заставляющие её краснеть), «Выселение протестантских игроков на цитре в 1837 году» и некоторые другие. С 1869 года Шмид начал писать более отрадные сюжеты из тирольского быта — без всякой тенденции, каковы, например, «Помолвка», «Привет охотника», «Намыленный приходской священник», «Парни, спасающие свалившуюся с горы собирательницу эдельвейсов», «Шествие на богомолье», «Продавщица игрушек», «Эпизод борьбы тирольцев с французами за независимость», «Праздничный оратор» и прочие работы. Глубина и верность характеристики, прекрасный рисунок и мягкий, нежный колорит, по мнению критиков конца XIX века, составляли главные достоинства произведений этого художника. Он имел звание профессора Мюнхенской академии художеств и с 1896 года жил в Инсбруке, в Австро-Венгрии.